# Čep (strojní součást)

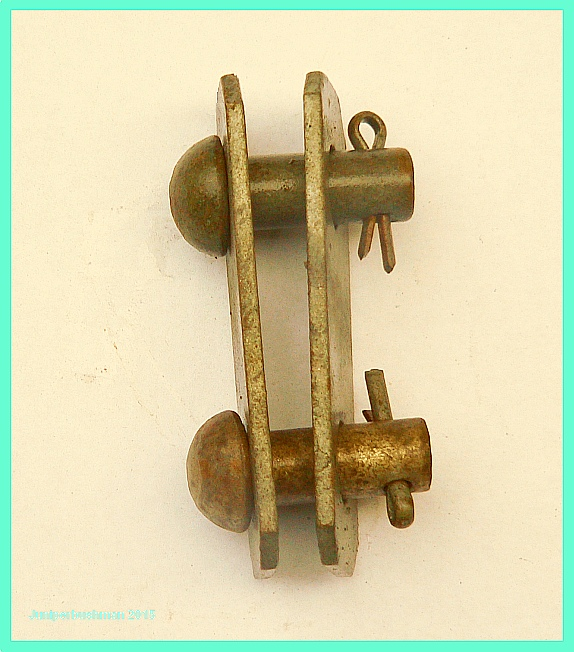
Spona s čepy

Spojovací čep je v podstatě válcový spojovací kolík, který spojuje části tak, aby tvořily kloub. Axiální posun čepu musí být zajištěn dalším elementem obvykle závlačkou, pojistným kroužkem, příložkou, kolíkem, šroubem apod. 

## Normalizované čepy
- Čepy bez  hlavy – ČSN EN 22340
  - hladké – ČSN EN 22340-A (ČSN 02 2101 s tolerancí h11; ČSN 02 2102 s tolerancí h8;)
  - s drážkami – ČSN 02 2105
  - s otvory pro závlačky – ČSN EN 22340-B (ČSN 02 2106 s tolerancí. h11; ČSN 02 2107 s tolerancí h8; ČSN 02 2108 s tolerancí f8;)
- Čepy s hlavou – ČSN EN 22341
  - bez otvoru pro závlačku – ČSN EN 22341-A (ČSN 02 2109 s tolerancí h11)
  - s otvorem pro závlačku – ČSN EN 22341-B (ČSN 02 2111 s tolerancí h11); ČSN 02 2112 s tolerancí h8;

## Výpočet čepových spojů
Čepové spoje se musí kontrolovat na smyk, ohyb a otlačení. Při kontrole na otlačení je třeba zohlednit plochy, které se po sobě mohou otáčet, kdy je dovolené zatížení podstatně nižší.